# Agni
Agni (en sànscrit: अग्नि) és, en l'àmbit de l'hinduisme, la deïtat del foc i del sacrifici, el qui uneix la terra i el cel i l'atmosfera que hi ha entre ambdós elements. Va ser igualment una de les divinitats més importants del vedisme. Té molts temples dedicats al sud de l'Índia.
També és la deïtat guardiana de la direcció sud-est per això, generalment, s'ubica als racons ubicats en la zona sud-est dels temples hindús. Dins la cosmologia clàssica de les religions índies, Agni juntament amb el foc és un dels cinc elements impermanents inerts (pañcabhūtá), juntament amb l'espai (ākāśa), l’aigua (ap), l’aire (vāyu) i la terra (pṛthvī). Aquests cinc darrers elements, es combinen per tal de formar l'existència material percebuda empíricament (Prakriti).
A la literatura vèdica, Agni es considera la boca dels déus i deesses, i el mitjà que els transmet ofrenes en una homa (ritual votiu). Per aquest mateix motiu és una de les divinitats vèdiques més importants. Els sacrificis estaven en estreta connexió amb el foc perquè les seves flames elevaven els sacrificis als déus. Tanmateix, és considerat un déu major i molt invocat juntament amb Indra i Surya. Dins dels antics textos hindús, Agni es troba diferenciat en tres conceptes o nivells que fan referència a la seva existència: a la terra com a foc, a l’atmosfera com a llamp (foc en l'aire) i al cel com a sol (foc al cel). Per aquest motiu, Agni apareixia al costat del déu del sol Sūrya i del déu del llamp, Indra; a la trinitat vèdica de déus (del vedisme, religió anterior a l'hinduisme). Aquesta triple presència el connecta com a missatger entre déus i éssers humans dins del pensament vèdic. Posteriorment, fou substituïda per la trinitat purànica (dels puranes) de l' hinduisme formada per: Brama, Vishnu i Shiva.

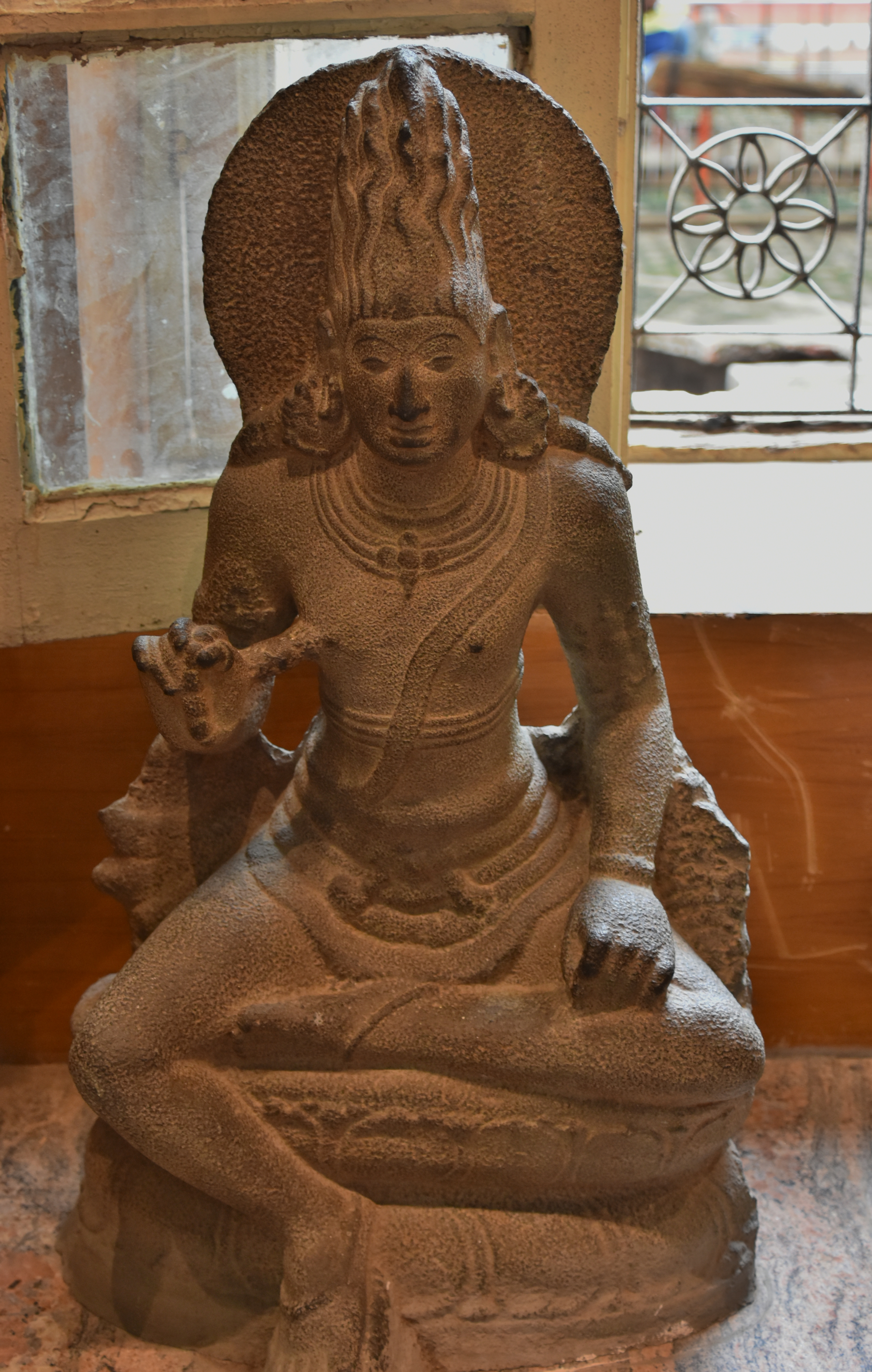
Escultura d'Agni, (Chennai Government Museum, Tamil Nadu).

La importància d'Agni va en decadència a partir de l'era post-vèdica. Malgrat això, fou interioritzada i la seva identitat va evolucionar fins a representar metafòricament tota l'energia transformadora i el coneixement dins els Upanishads i posteriorment a la literatura hindú. Així, Agni formava part o s'integrava dins de les tradicions hindús, sent un testimoni central del ritme de pas als casaments hindús tradicionals anomenats Saptapadi o Agnipradakshinam (set passos i vots mutu), a més de formar part de Diya (làmpada) en festivals (com Divali i Aarti a Puja). Encara que Agni ha perdut el rang que tenia en l'adoració vèdica, l'hinduisme el continua invocant encara avui en cadascun dels esdeveniments importants.
Agni (Pali: Aggi) és un terme que apareix àmpliament als textos budistes i a la literatura relacionada amb el debat d'heretgia de Senika dins de les tradicions budistes. Dins l'antic pensament del jainisme, Agni (foc) conté éssers amb ànima i cos, a més apareix com Agni-kumara o "príncep de foc" a la seva teoria del renaixement i una classe d'éssers reencarnats.

## Etimologia i Significat
En sànscrit, la paraula Agni continua sent un dels dos termes bàsics pel foc reconstruït a la llengua proto-indoeuropea; entre els quals hi ha altres reflexos que inclouen llatí (ignis), rus (огонь = ogon), polonès (ogień), eslovè (ogenj), serbi(oganj), i lituà (ugnis). Tots aquests termes remeten al concepte foc. Simultàniament, els antics gramàtics indis van establir diverses derivacions:
- De l’arrel aj, que en sànscrit significa "conduir" i es reflecteix en llengües indoeuropees (llatí enrere, grec ἄγω) entès en el sentit d'àgil.[8]
- D’agri, l’arrel del qual significa “primer”, referint-se al "primer en sorgir a l’univers” o “foc” segons Shatapatha Brahmana, (secció 6.1.1); els Brahmana afirmen que això s'anomena crípticament com a Agni perquè a tots els déus els agrada sobrenoms.
- Segons el text sànscrit Nirukta-Nighantu del segle V aC, (a la secció 7.14), el savi Śakapūṇi afirma que la paraula Agni deriva de tres verbs: "anar", "brillar o cremar" i "conduir". La lletra "a" (अ) prové de l'arrel "i" que afirma que implica "anar", la lletra "g" (ग्) és de l'arrel "añj" que significa "brillar" o "dah" que significa "cremar", i l 'última lletra és l'arrel "nī" (नी) que significa "conduir".[9]

Dins la primera literatura vèdica, Agni connota el foc com un déu, que reflecteix els poders primordials per consumir, transformar i transmetre. Tot i això, el terme també s'empra amb el significat de Mahabhuta (substància constitutiva), una substància de les cinc que els primers pensadors vèdics creien que constitueixen una existència material, i que posteriorment pensadors vèdics (com Kanada i Kapila), van difondre àmpliament: Akasha (èter, espai), Vayu (aire), Ap (aigua), Prithvi (terra) i Agni (foc).

La paraula "Agni" s'utilitza en molts contextos, que van des del foc a l'estómac, el foc de cuina a una llar, el foc sacrificial a un altar, el foc de la cremació, el foc del renaixement, el foc a les sabes energètiques ocultes dins de les plantes, el foc atmosfèric al raig i el foc celeste al sol. A la capa Brahmanas dels Vedes (com a la secció 5.2.3 de Shatapatha Brahmana), Agni representa a tots els déus, i a tots els conceptes d’energia espiritual que impregnen l’univers. A la literatura dels Upanishads i post-vèdica, Agni es convertí en una metàfora del principi immortal de l'home, i qualsevol energia o coneixement que consumeixi i dissipa un estat de foscor, transforma i procrea un estat d'existència il·luminat.

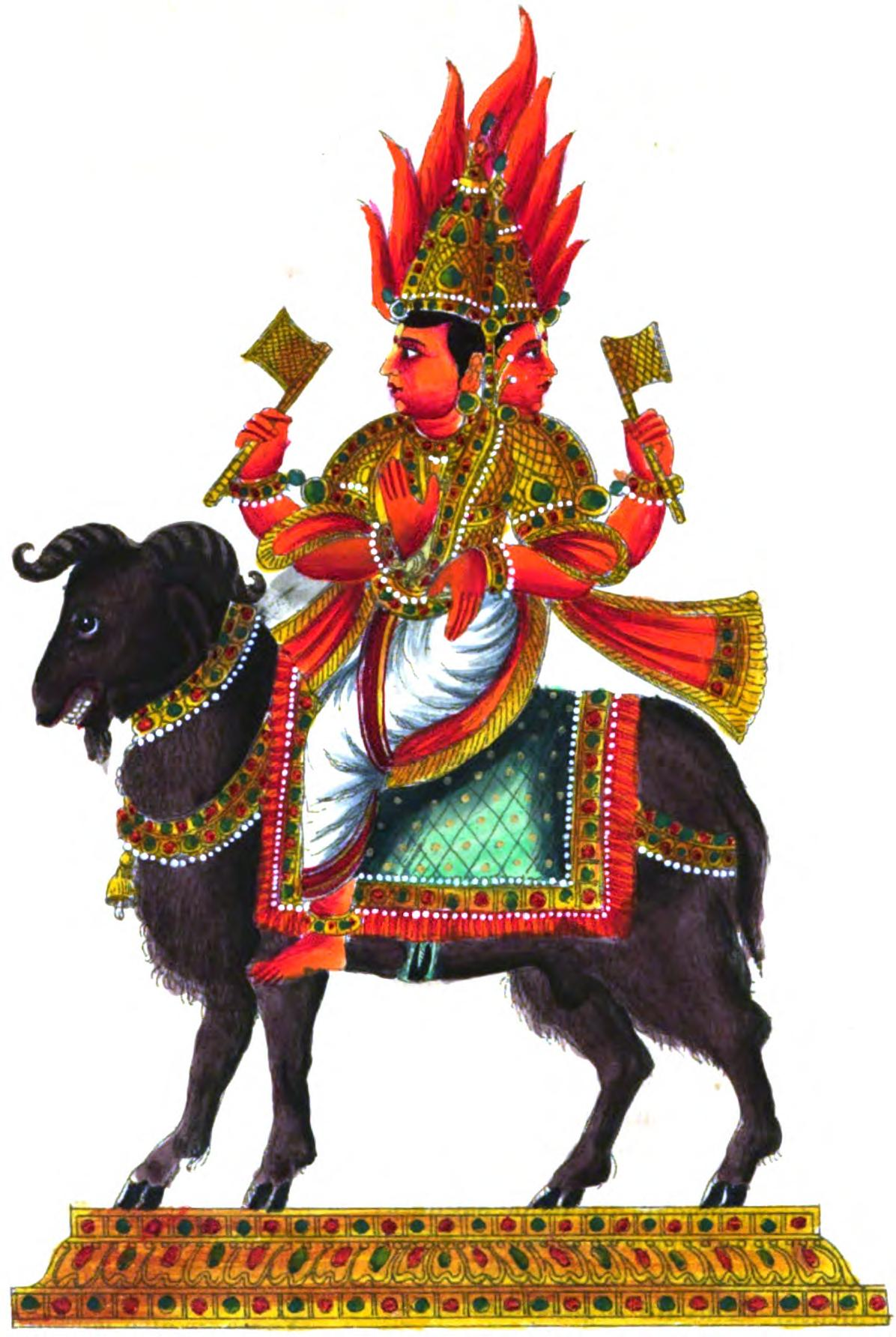
Agni- divinitat del foc.

## Significat

### Rituals relacionats amb el déu del foc: Agni
Els rituals vèdics involucren a Agni, ja que forma part de moltes cerimònies de ritus de pas hindús com ara celebrar un naixement (encendre una làmpada), a les oracions (làmpada aarti), a les noces (la Yajna on la núvia envolta el foc set vegades) i a la mort (cremació). Segons Atharvaveda, Agni transmet l'ànima dels morts de la pira per renéixer al següent món o vida. Agni ha estat important per l'arquitectura del temple, i normalment es localitza a l'extrem sud-est dels temples hindús. El vincle entre el cel i la terra, els déus i els humans, està associat amb el sacrifici vèdic. Així, Agni és l'aceptador dels sacrificis i fa rituals amb el seu foc per mitjà d'ofrenes a l'altre món.
El foc sempre ha estat un element important dins les diverses societats. A les escriptures vèdiques declaren que la primera manifestació de la creació passa pel foc. Aquest consumeix l'essència subjacent i forma tot allò que es troba fora d'ell. Com el foc que consumeix, també pot dissoldre totes les formes i convertir-les de nou en essència. A l'Antic Testament, hi ha una afirmació similar: "El nostre Déu és el foc que consumeix". Això vol dir que el Senyor assimila de nou tota la creació, de la mateixa manera que l'ha format amb l'ajuda del foc. El filòsof grec Heràclit també va ensenyar que l'univers va ser creat a partir de l'estat de foc i que és el principi que es basa en tots els fenòmens de la natura.
A més a més de les formes que es coneixen del foc natural, existeixen cinc formes de foc ritual. El foc natural, s'associava amb cada incendi que es donava sobre la terra: el raig, el sol, el foc del cos (que es pot entendre com la digestió), i el foc original de la destrucció (per exemple, en la forma d'un volcà). A part de tot això, es creu que també hi és present al cel, al raig i al sol; però també a l’aigua, tant a la pluja com als llacs i rius El foc ritual pot sorgir de manera espontània quan es recita un mantra especial (Brahma-agni). A aquest pertany també el foc que se li dona a un jove Brahmín quan obté el seu cordó sacrificial (Prajāpatya- agni), el foc de la llar com a centre del sacrifici domèstic (Gārhapatya-agni), el foc dels exorcistes, que està en relació amb el foc dels morts (Dakşiņa-agni), i el foc d'un camp de cremació de cadàvers, al qual els vius mai han d'acostar-se massa (Kravyāda-agni).

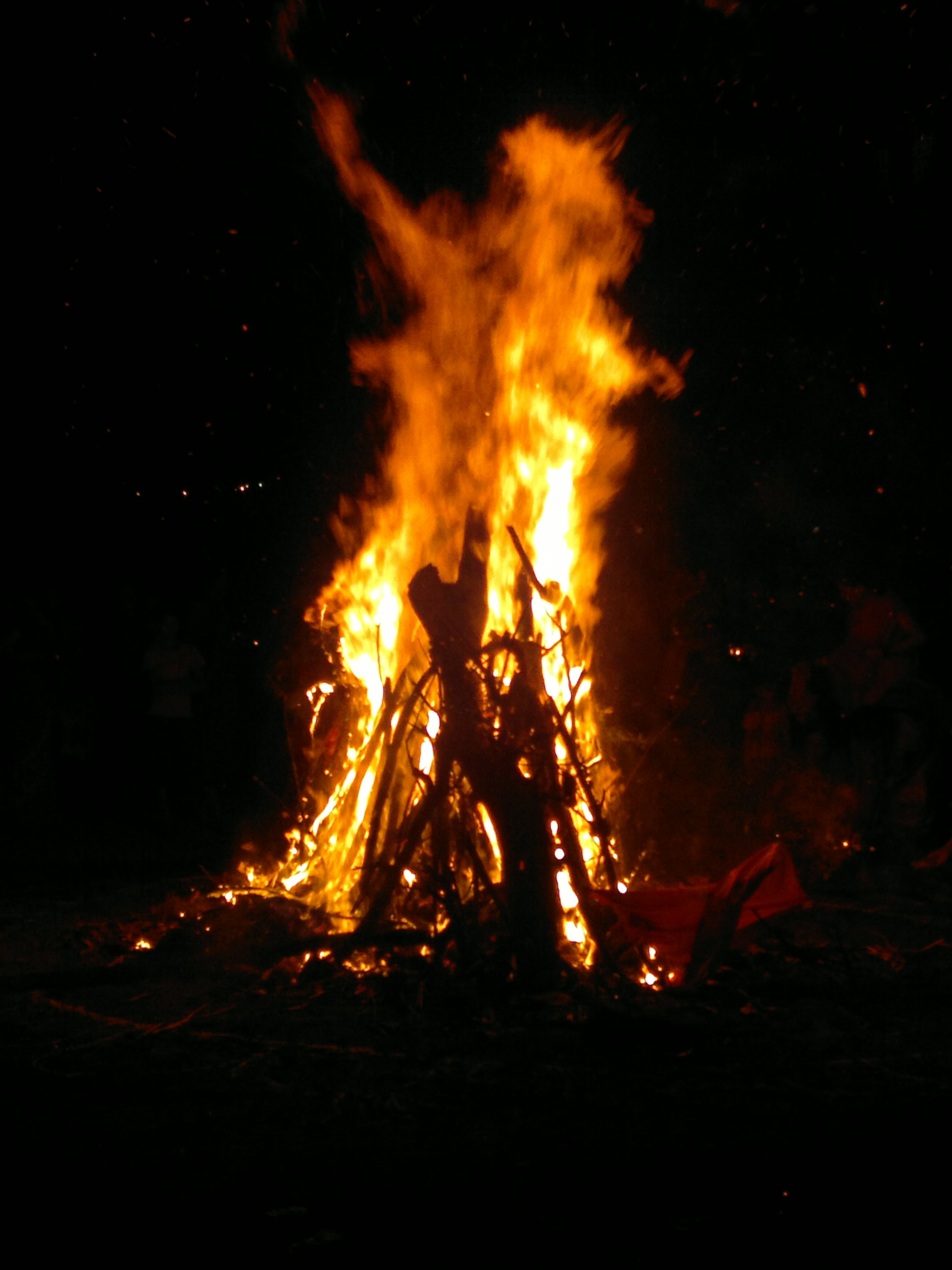
Agni és una part indispensable de moltes festivitats hindús. Aquí veiem foc en commemoració del Holika Dahan pel festival Holi a Maharashtra.

El foc com a donant de vida i destructor amb prou feines es pot expressar en imatges més poderoses que la descripció del déu vèdic Agni, una divinitat que representa el foc, que fins i tot és el propi foc: "Agni és brillant, daurat, té els cabells i la barba flamants […] És particularment un destructor de dimonis i un assassí d'enemics". El foc és una substància activa arreu del cosmos; és l'element fèrtil al cel, a la tempesta i a la terra, i també en l’home i la dona. Per aquest motiu, en moltes ocasions els altars vèdics estan construïts com un microcosmos simbòlic, repetint la creació del món, i el foc (Agni) és vist com un enllaç entre la terra i el foc celestial (el Sol).
Els rituals de srauta són els més antics i molts d’ells, de diversa complexitat, es troben documentats en molts textos vèdics. Els déus en els quals se centren els rituals de srauta són Agni i Soma. La religió vèdica estava estretament relacionada amb el ritme del dia i de l'any, i el srauta inclou sacrificis en diversos moments de transició: entre el dia i la nit, a lluna nova i lluna plena, o als canvis d'estacions. La major part dels coneixements antics sobre srauta provenen dels Srauta Sutras, de les diferents parts de la tradició vèdica que es van formular entre els segles VIII i IV aC Els rituals de srauta es realitzen en un ordre que va del menys complex al més complex. Per tant, es pot considerar com un tipus d'inici. El ritual més senzill consisteix en un sacrifici de foc a Agni (agnihotra), realitzat en un recinte ritual a la llar de la persona que vol fer el sacrifici, i oficiat pel sacerdot. Fan falta tres incendis: el foc de la llar (garhaptya), el foc sacrificial (ahavaniya), i daksinagni; que es creu que protegirà contra el mal. Tots aquests incendis darrers esmentats es porten a terme en altars d’argila. Hi ha tres tipologies d'altar principals. Primerament, l’altar pel foc de la llar és rodó i està situat a la part occidental del recinte. En segon lloc, l’altar de sacrifici és de forma quadrada i se situa a la part de llevant. Finalment, l’altar sud és semicircular. Malgrat això, hi pot haver altars de foc addicionals diversos als rituals. L'altar major (vedi), normalment consistia en un pou poc profund on s'encenien els focs sacrificials. A part d'això, es creia que el déu del foc Agni estava present als seus tres aspectes diferents: terrenal, celestial i aeri. Agni era l'enllaç entre la terra i el foc celestial: el sol.
Un dels rituals de sacrifici vèdic més avançats és l’agnicayana (“acumular Agni”). Per a aquesta cerimònia es construeix un gran altar de més de mil maons d'argila en forma d’ocell, que simbolitza Purusa, el sacrifici cosmològic (sovint anomenat Prajapati, és a dir, “el senyor de les criatures vives”). El compliment del ritual implica una recreació del cosmos. Per dur a terme aquest ritual es fa un incendi, i es creu que a partir d'aquest simulacre del foc, neix Agni. L'efecte del foc sobre el material de construcció de l’altar i sobre els articles litúrgics en forma de testos és un element crucial i significatiu, ja que es relaciona amb el renaixement d'Agni a l'altar sacrificial. D'aquesta manera, l’altar és una metàfora de l’úter d’on neix Agni. Tot i això, l’actuació de l'agnicayana comporta un complicat símbol cosmològic que també es pot referir al mite de la creació vèdica. Després de la finalització del sacrifici, l’altar sencer s'enderroca i es restableix al seu origen.

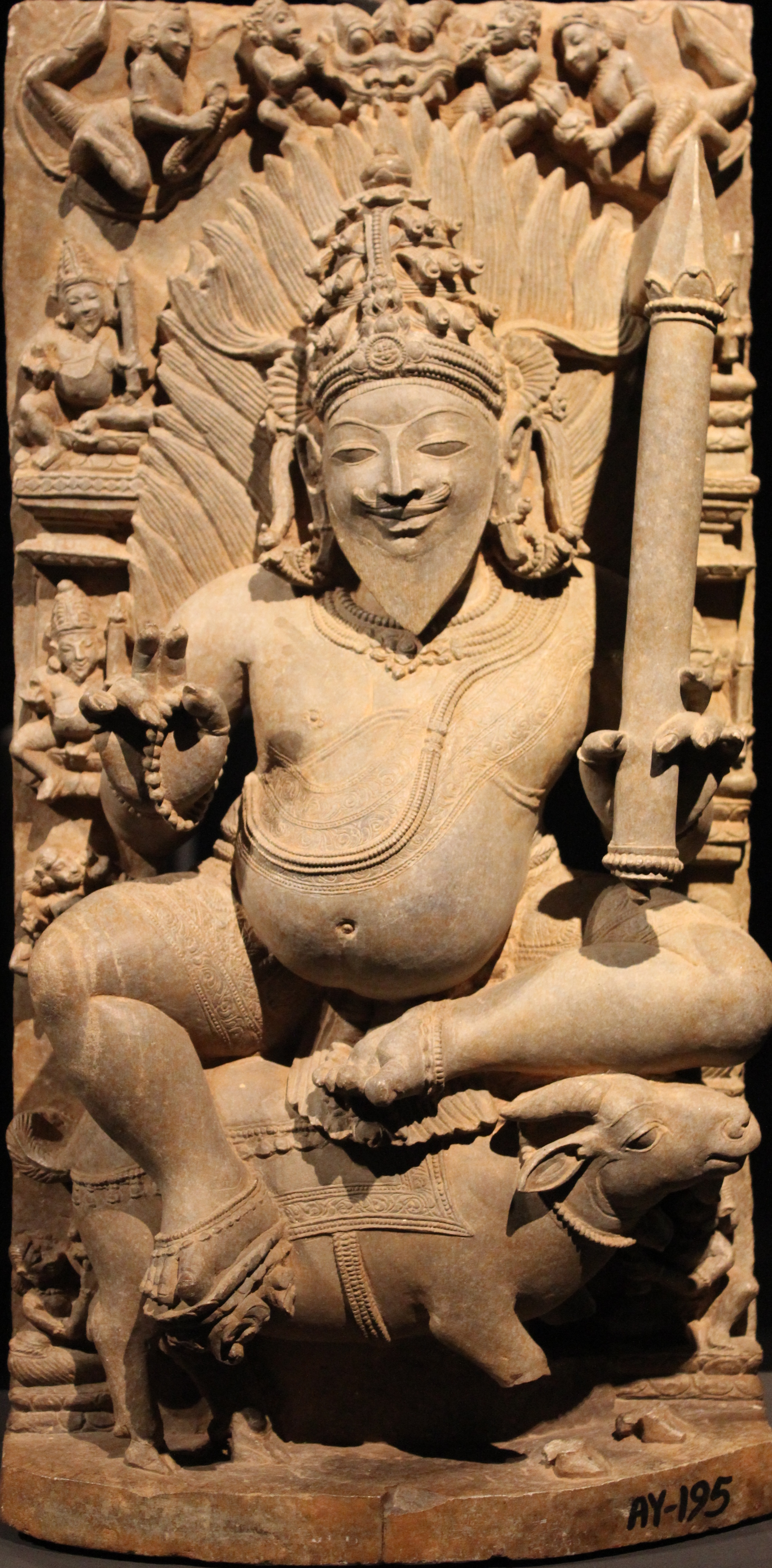
Agni envoltat d'una aura flamígera i assegut sobre d'un moltó.

A banda d'aquests rituals mencionats anteriorment, hi ha molts altres, com per exemple els rituals de pas dels casaments hindús, el ritual Agnihotra, els Festivals de Holi i Diwali; entre d'altres. Aquests exemples tradicionals vèdics mostren la presència de ritus col·lectius avançats, que requereixen grans esforços, recursos i temps. També deixen restes importants que es poden detectar mitjançant mètodes arqueològics: altars, focs, fosses per a residus rituals, forats de les estructures i edificis rituals cremats.

### Rituals que imiten els sacrificis vèdics
El culte al déu del foc (Agni) té una posició central dins la religió vèdica, però també hi ha evidències arqueològiques que els altars per a ofrenes cremades es van produir a cultures anteriors com Harappa. El sacrifici de foc, es produeix a l'Índia vèdica i posteriorment, va anar sorgint a diverses tradicions. Al mateix temps, hi ha testimonis d' algunes de les característiques importants del ritual de sacrifici i el disseny d’aparells de cultes (com els altars), que coincideixen amb altres contextos indoeuropeus.
La societat d'Escandinàvia a l'Edat del Bronze tardà tenia rituals que s'assemblaven als rituals del foc d'Agni, de la tradició vèdica. Com a la tradició vèdica, sembla que la pràctica ritual a Escandinàvia era important, i com els altars vèdics, son concebuts com un microcosmos simbòlic, repetint la creació del món, i el foc (Agni) és vist com un enllaç entre la terra i el foc celestial (el Sol). La importància ritual de la terrisseria pot indicar l’aparició d'una beguda sagrada d’importància per als rituals. Així, els escandinaus van associar als déus a fenòmens bàsics com el foc i el líquid, que poden tenir grans semblances amb Agni i Soma vèdics. A més, també es poden detectar rastres de sacrificis de foc de diversa complexitat en contextos escandinaus (com a la tradició vèdica). Una altra semblança amb la pràctica sacrificial vèdica és la ubicació dels llocs rituals a l’aire lliure i el seu caràcter aparentment temporal. A més, els suecs tenien un ritual nödeld (needfire), que era un foc purificant que significava originalment “fregar foc”, i això, es compara amb el ritual agnicayana.
Alhora, hi ha un vell ritual de foc iranià que és en molts aspectes com el vèdic, particularment pel que fa a la forma dels altars; els focs s'instal·len en tres altars seguint el mateix patró. De manera similar a les tradicions vèdiques i iranianes antigues, Roma tenia un altar circular pel Temple de Vesta (aedes rotunda), però també un temple quadrat. També, els grecs tenien un altar domèstic rodó sobre el qual sacrificaven la llet i la mel, i un quadrat més gran utilitzat per als sacrificis d'animals.
Aquests rituals han transcendit tant que encara dins les societats Agni ha perdurat entre nosaltres. Un clar exemple és l'Índia; on s'invoca Agni abans de cuinar per tal que no hi hagi cap accident amb el foc. Es farà de la mateixa manera quan s'engega una estufa elèctrica. Conscientment, amb aquestes accions invoquem les energies d'Agni.

### Formes
La deïtat Agni adopta dues formes:
- Jātaveda: fa referència al foc que porta les ofrenes quid-pro-quo als déus, i en aquest cas, Agni és simbòlicament la llum que s'identifica amb el coneixement i amb Brahman. A la forma  Jātaveda, entesa com "el que coneix a totes les criatures", Agni actua com a model diví pel sacerdot. A l'hora, fa de missatger portant l'oblació dels humans als déus; conduint als déus al sacrifici, i intercedint entre les divinitats i els humans (Rig Veda I.26.3). Juntament amb les divinitats Indra i Soma, Agni és invocat en el Rig Veda més que qualsevol altre déu.[29]
- Kravyād (क रव य द): es refereix a la forma d'Agni que incinera els cadàvers, el foc de la pira funerària que comporta el reciclatge de la matèria i l'esperit.[30] Com diu Shatapatha Brahmana (al versicle 2.2.4.8), posteriorment a la mort d'algú i al moment de la cremació, Agni escalfa i crema només el cos, però per la seva calor, torna a renéixer.

### Simbolisme
Agni té molts epítets, entre els més freqüent trobem: Kravyada, Devorador, Abhimani, o el Preferit del Suprem. Un dels epítets d' Agni és Abhimāni (del sànscrit: abhi (cap a) + man (l'arrel verbal man 'pensar', 'reflexionar') que significa digne, orgullós, anhel, pensament. Agni simbolitza la pietat i la puresa. Tanmateix, és símbol de la vida i l'activitat; expressant dos tipus d'energia: la llum i la calor. A més, com es menciona als puranes (MahaPurana: secció LXVII.202 203), aquesta divnitat és un simbolisme pels aspectes psicològics i fisiològics de la vida. D'aquesta manera, es menciona que hi ha tres tipus d'Agni inherent dins de cada ésser humà: el krodha-agni que seria el foc d'ira, el kama-agni que és el foc de la passió i el desig, i el udara-agni que simbolitza el foc de digestió. Aquests, si volen assolir l'alliberament de l'esperit, necessiten ofrenes introspectives i voluntàries de perdó, despreniment i dejuni.
Agni, actua com el model diví del sacerdot. És el missatger que transporta l’oblació dels humans als déus (RgV.1.26.3). Quan Agni es complau, els déus són generosos. L’Agni representa els aspectes cultivats del ritual vèdic. En altres paraules, Agni vivia com a déu immortal entre els mortals i feia de missatger entre els éssers humans i els déus, mentre portava el sacrifici als cels. El fet que sempre es mantingués amb un aspecte jove era metafòric, ja que el foc és encès de nou cada dia, i també és immortal. També, simbolitza al déu hindú encarregat d'elevar les pregàries dels homes fins als déus, i és el protector del matrimoni per antonomàsia. Tanmateix, denota de múltiples formes l'element natural del foc, ja que és una deïtat sobrenatural simbolitzada pel foc i una voluntat natural interior que pretén assolir al coneixement més elevat. La calor, la combustió i l'energia formen part del seu regne, que cerca la transformació del bast al subtil. Agni era el déu que irradiava calor i donava llum en la foscor, i per tant; Agni és considerat l'energia que dona vida.
Agni és la representació de brillantor i lluentor tenint en compte el poder de foc. El foc es considera purificador perquè crema tot allò que és brut, fosc i opac, també tot el que és baix o pecaminós al món. Després d’aquest procés només queda el gran resplendor i brillantor del foc. Així, dona a la terra la seva acció i la reviu.
Agnibija és la consciència de tapas, que és l'energia proto-còsmica formada per Agni, que és el principi energizant, i el Sol, que representa la Realitat- Brahman, i la Veritat- Satya. Tot això, té relació amb el concepte Ritá, el principi organitzador de tot el conjunt. Agni, també quan apareix o actua com Atithi (convidat), adopta el nom de Jatavedasam (जतवदसम), que s'interpreta com "aquell que sap totes les coses que neixen, creen o produeixen" (Rigveda I.XLIV.4). Així, simbolitza la força de la voluntat lligada amb la saviesa; representant la ment més ràpida i savia. Agni és l'essència del coneixement de l'existència, per tant, destrueix la ignorància i tots els seus deliris. Alhora, s'equipara amb l'ànima entesa com el poder del canvi que no pot ser limitat o vençut. La llum, la calor, el color i l'energia són merament els seus atributs externs; l'important és que interiorment impulsa la consciència, la percepció i el discerniment.

## Iconografia

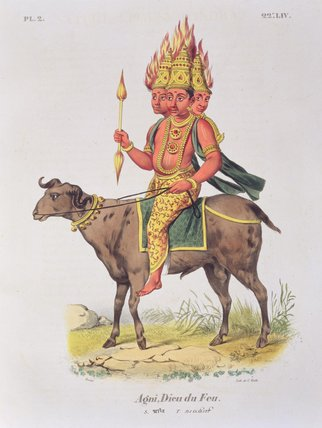
La iconografia d'Agni té àmplies variacions regionals. A la imatge, Agni amb el carner.

La iconografia d’Agni varia segons la regió. Les directrius i especificacions de disseny de la seva iconografia es descriuen als textos Agama hindú. Pot aparèixer amb un nombre variat de caps, entre un i tres caps (quan té dos caps, un fa referència a la immortalitat i l'altre marca un símbol desconegut de la vida). De la mateixa forma, pot representar-se amb dos, tres o quatre braços, i d'una a tres cames. Normalment, té el color del rostre i la pell de color vermell o gris fumat, i es presenta assegut sobre un carner (moltó) o al costat d'ell; aquest encarna l'energia sobre la terra. La seva presència sempre s'acompanya d'un ambient dramàtic aconseguit per les grans flames que envolten tot el seu cos, ja sigui a la seva barba, a la seva corona o al seu carruatge. Se'l mostra com un home d'aspecte fort, a vegades amb barba, que pot ésser flamígera, amb un tocat flamejant, i una gran panxa perquè menja tot el que se li ofereix a les seves flames, i amb la cabellera, els ulls, les dents i el bigoti d'una tonalitat marró daurada perquè coincideixi amb el color del seu foc.

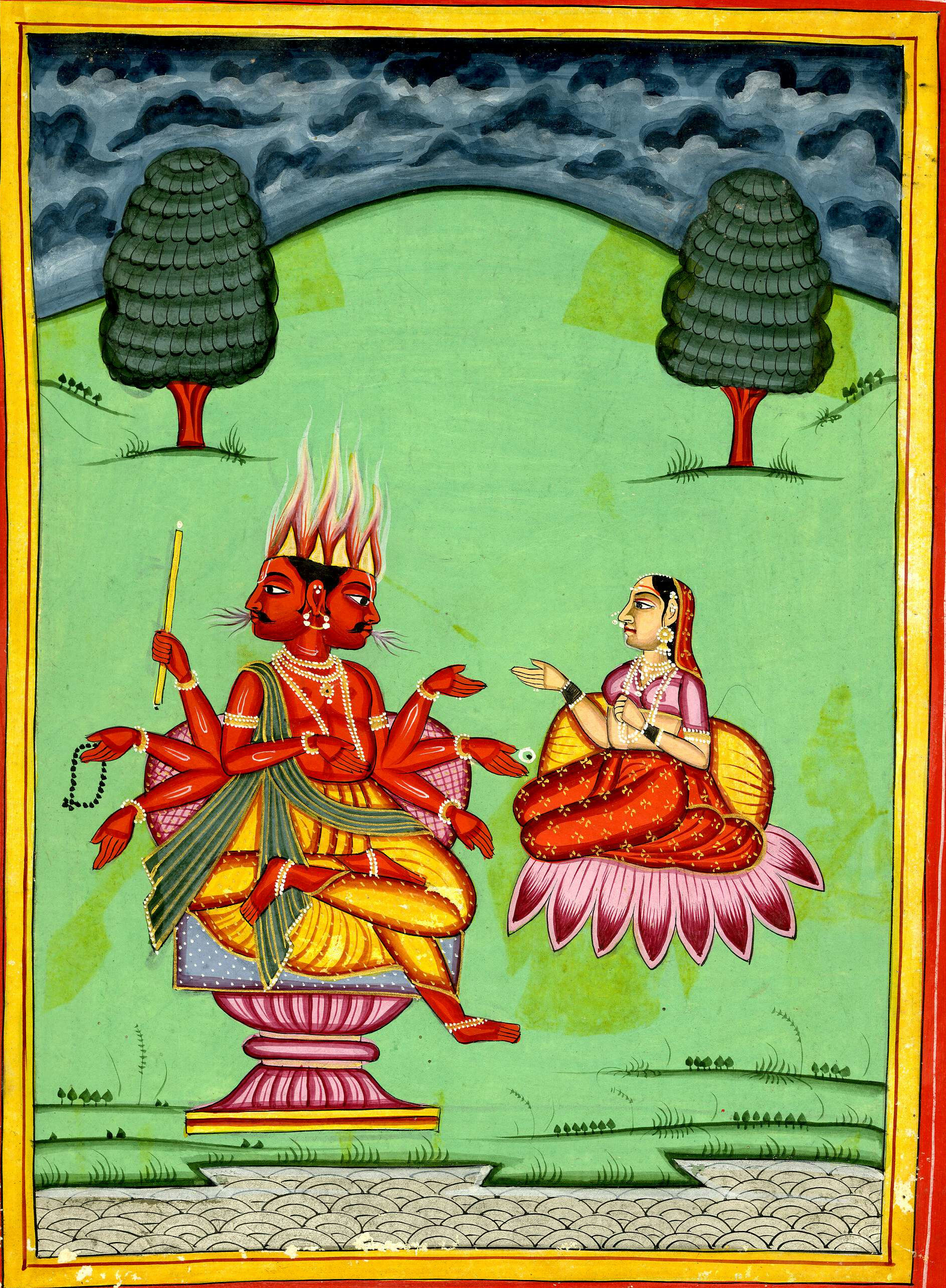
La iconografia d'Agni té àmplies variacions regionals. En aquest cas, apareix Agni amb la deessa Svaha (la seva dona).

Si parlem dels atributs d'Agni, normalment sosté un rosari en una mà per simbolitzar el seu paper vinculat amb l'oració, i una esfera a una altra mà per record dels estats orientals de l'Índia. Tot i això, en moltes regions, els seus quatre braços agafen una destral, una torxa, una llança en flames i un rosari (akshamala). A vegades, algun d'aquests atributs se substitueix per una cullera, un got ritual o un ventilador.
Set raigs de llum o flames emergeixen del seu cos. Un dels seus noms és Saptajihva, "el que té set llengües", que també són interpretades com a aureòles de foc per simbolitzar la rapidesa amb què consumeix la mantega del sacrifici. Dues d'aquestes es poden personificar en Kali i Durga. De la mateixa manera que Indra es va embriagar a causa de l'excessiu Soma, Agni era insaciable amb el consum de la mantega que es fonia al sacrifici del foc. Hi ha una anècdota que parla sobre una ocasió, que deuria prendre tanta mantega a causa del sacrifici, que li van entrar ganes de vomitar. Després es va haver d'empassar un bosc per a recuperar les forces. Per això, les flames del déu del foc eren concebudes com set llengües amb les quals ell xuclava l'ofrena de mantega, com es pot veure en algunes representacions.
Ocasionalment, la iconografia d'Agni es mostra en forma de Rohitasva; això vol dir que no té un carner com el seu vahana, sinó que és arrossegat en un carro amb set cavalls vermells, i el vent simbòlic que fa que el foc es mogui com les rodes del carruatge. No obstant això, existeixen més variacions en qüestió del seu vahana. En l'art khmer, per exemple, Agni ha estat representat amb un rinoceront com el seu vahana. El nombre set simbolitza el seu abast als set continents mítics de l'antiga cosmologia hindú o els colors d'un arc de Sant Martí a la seva forma de Sol.
Agni s'associa a tres formes principals: el foc, el llamp i el sol. A vegades, aquestes figuracions li atorguen a la seva icona tres caps o cames. De vegades, es mostrat portant una garlanda de fruites o flors, símbol de les ofrenes fetes en el foc.

## Vincles amb altres déus

### Dona i fills
La seva esposa predilecta és Svadha/Svaha, amb la qual tingué els seus tres fills amb noms purificadors: Pavaka, Pavamana i Shuchi; aquests engendraran els quaranta-nou tipus de foc que el mític Pramatha (que s'associa amb el Prometeu de la mitologia grega) portarà a la terra.

### Altres déus
Agni s'identifica amb les mateixes característiques, i té la personalitat equivalent o idèntica a molts déus majors i menors de diversos estrats de la literatura vèdica. A l'himne 2.1 del Rigveda i en versicles successius s'identifica a Agni amb dotze déus i cinc deesses.

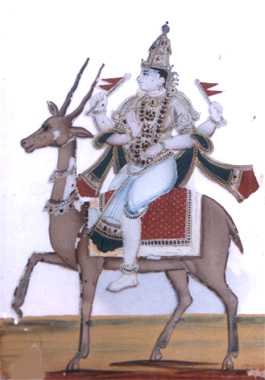
Agni s'identifica amb diversos déus majors i menors. A la imatge, Vayu (el déu del vent) muntat sobre el seu vahana, l'antílop.

Cal destacar alguns dels déus amb els quals Agni s'identifica:
- Prajapati: dins la secció 6.1.2 del text vèdic Shatapatha Brahmana, es descriu Prajapati com a pare i fill d'Agni, ja que són la imatge de l'únic atman (ànima, ésser), que era, és i serà el veritable, la identitat eterna de l'univers. Tanmateix, s'identifica de la mateixa manera que Agni.[49]
- Varuna i Mitra: quan Agni neix, s'identifica amb Varuna, i quan s'encén, amb Mitra. També es diu que es converteix en Varuna a la tarda, i en Mitra al matí.[48]
- Indra: Agni sol representar-se com el seu bessó, ja que tots dos van aparèixer junts. Al capítol 13.3 del Atharvaveda, es diu que Agni es transforma en Indra quan s'il·lumina el cel.[48] Agni també s'anomena Vishva-Vedâh, que vol dir "començar el dia", i que es refereix tant a Indra, el protector, com a Agni, l'omniscient.[50]
- Rudra: al Rigveda es compara la naturalesa ferotge d'Agni amb la de Rudra.
- Savitr (Sol): Agni s'identifica amb Savitr durant el dia, perquè els dos recorren l'espai que proporciona llum i energia a tots els éssers vius.[48]
- Vayu i Soma: als vedes, Agni és el seu foc, la llum i la calor; Vayu amb el seu aire (energia i acció), i Soma amb la seva aigua. Són divinitats molt rellevants al panteó, ja que cooperen per a poder potenciar tota forma de vida. Són interpretats com els principis que transformen l'energia.[51]
- Vāc i Prana: aquestes dues divinitats s'associen a Agni, ja que una d'elles (Vāc) és la deessa del discurs, i l'altre (Prana) és la força de vida. D'aquesta manera, aquestes identificacions es descriuen a Jaiminiya Brahmana (seccions 1.1 i 2.54) i al Shatapatha Brahmana (seccions 2.2.2 i 3.2.2).[52]

## Budisme

### Art
Agni apareix prominentment en l'art de la tradició del budisme mahayana.
Al Tibet, el veiem com una de les cinquanta-una deïtats budistes que es troben al mandala del Buda de la medicina (Bhaisajyaguru). Així mateix, també és part integrant dels mandales tibetans de Manjushri, on és representat amb Brahma i Indra. La iconografia tibetana d'Agni té moltes similituds amb la seva iconografia de tradició hinduista. Les concomitàncies són visibles en diferents elements com per exemple el color vermell de la pell, el carner o cabra com a vehicle (vahana), el cabell en forma de con i amb una corona, la barba, i brandant una olla d'aigua o foc en una mà, i perles de rosari a l'altra. Aquest art pot acompanyar-se amb representacions de símbols budistes com ara la roda del Dharma, el cargol de mar blanc (conca), els peixos daurats, l'elefant, el nus sense fi (interminable); entre d'altres.
Dins les tradicions del budisme theravada, com la de Tailàndia per exemple, Agni és una deïtat menor. Adopta el nom de Phra Phloeng, també conegut com a Phra Plerng, que vol dir literalment, "flames sagrades". Normalment, se'l representa amb dues cares, vuit braços, amb la pell de tonalitat vermella, portant un tocat en forma de carabassa, i ple de flames. A la literatura tailandesa de l'era medieval es va descriure com una deïtat amb set llengües, una corona porpra de fum i un rostre ardent. A més, el seu vahana (vehicle) és un carr de cavalls, un rinoceront o un carner (moltó).
Al budismede l'Àsia oriental, Agni és un dharmapāla i sovint es classifica dins d'un grup de dotze divinitats (japonès: Jūniten, 十二 天) agrupades com a tutors direccionals. Al Japó, és conegut amb el nom "Katen", i s'inclou juntament amb altres onze déus: Taishakuten (Śakra / Indra), Fūten (Vāyu), Emmaten (Yama), Rasetsuten (Nirṛti / Rākṣasa), Ishanaten (Īśāna), Bishamonten (Vaiśravaṇa / Kubera), Suiten (Varuṇa)) Bonten (Brahmā), Jiten (Pṛthivī), Nitten (Sūrya / Āditya) i Gatten (Candra). Les seves representacions iconogràfiques són molt variades, però una de les més freqüents és la d'asceta a la muntanya, d'edat avançada, amb dues o tres cames i dos o quatre braços.